# Costa-ricanische Fußballnationalmannschaft (U-23-Männer)
Die costa-ricanische U-23-Fußballnationalmannschaft ist eine Auswahlmannschaft costa-ricanischer Fußballspieler, die der Federación Costarricense de Fútbol unterliegt. Sie repräsentiert den Verband bei internationalen Freundschaftsspielen und nahm von 1992 bis 2020 an der Olympia-Qualifikation des CONCACAF teil.

## Geschichte
Erstmals nahm die Mannschaft im Jahr 1992 an dem Vorturnier zur Olympia-Qualifikation teil, hier traf die Mannschaft auf Panama, da jedoch ein auf Seiten vom Costa Rica ein zu alter Spieler eingesetzt wurde, kam es für das gesamte Team zu einer Disqualifizierung.
Über die Vorqualifikationsrunde im Jahr 1996 ist nichts bekannt, so konnte sich das Team jedoch als Erstrundengewinner einen Platz unter den zentralamerikanischen Vertretern bei der Endrunde sichern. Am Ende sicherte sich die Mannschaft mit sieben Punkten in der Tabelle nur den dritten Platz, was knapp nicht für die Playoffs reichte, welche stattdessen Kanada mit einem Punkt mehr erreichte.
In der Vorqualifikation für das Turnier im 2000 stieg die Mannschaft zur dritten Runde ein, welche als Gruppe stattfand. Mit vier Punkten verpasste man aber auch hier mit nur einem Zähler weniger einen Platz der für die Endrunde ausgereicht hätte. Bei der darauffolgenden Vorqualifikation stieg die Mannschaft diesmal in der ersten Runde ein und traf hier auf Belize. Durch einen sehr deutlichen Hinspielsieg mit 15:0 machte das Team bereits im Hinspiel alles klar, so folgte dann im Rückspiel noch ein 8:0-Sieg, womit man am Ende mit 23:0 in die nächste Runde einzog. Dort traf man nun auf Guyana, welche ebenfalls kein Gegner waren und so Costa Rica am Ende nach Hin- und Rückspiel mit 10:1 über diese obsiegte. Bei der Endrunde lief es diesmal wesentlich besser als beim letzten Mal und mit sieben Punkten, gelang der erste Platz in der eigenen Gruppe. Im Halbfinale gelang dann auch ein Sieg über Honduras, sowie erst im Finale nach Verlängerung eine 0:1-Niederlage gegen Mexiko. Auch trotz dieser Finalniederlage gelang die Qualifikation für die Olympischen Sommerspiele 2004.
In der Vorqualifikation für die Spiele im Jahr 2008, wurde die Teilnehmer der Zentralamerikanischen Zone in sogenannte Triangulars gesteckt, da Costa Rica nur den zweiten Platz hier erreichte, musste man im Playoff nochmal gegen den anderen zweitplatzierten Panama ran. Beide Spiele gingen jeweils mit 0:1 und 1:0 nach Regulärer Spielzeit aus, womit ein Elfmeterschießen nötig wurde. Dieses verlor Costa Rica schließlich dann aber mit 3:4 gegen Panama und zog so nach seinem zweiten Platz bei der letzten Austragung nicht ein weiteres Mal in Folge in die Endrunde ein. Dasselbe System wurde dann auch bei der Vorqualifikation für die Spiele im Jahr 2012 genutzt. Auch hier ging es erneut gegen Panama, diesmal wurde aber kein Elfmeterschießen nötig, weil Panama bereits das Hinspiel mit 2:1 gewann und das Rückspiel dann nur mit 1:1 endete. Auch bei der Vorqualifikation für die dann folgenden Spiele im Jahr 2016 musste die Mannschaft nach der Gruppenphase erst wieder in die Playoffs. Hier traf man auf die Mannschaft von Nicaragua, gegen welche man nach einem 0:0 im Hinspiel, dann doch noch im Rückspiel mit 1:0 gewinnen konnte. So qualifizierte man sich erstmals wieder für die Endrunde. Hier hatte man aber weniger Erfolg als bei der letzten Endrundenteilnahme und mit lediglich einem Punkt, landete die Mannschaft am Ende auf dem letzten Gruppenplatz.
Die Austragung des Vorturniers der darauffolgenden Spiele, begann die Mannschaft in der ersten Runde dann gegen Guatemala, welche am Ende mit 3:2 besiegt werden konnten. Dadurch qualifizierte man sich dann auch direkt für die Endrunde. Aber auch hier reichte es wieder nicht für das Weiterkommen, sondern nur einen Platz drei in der Gruppe. Dies war auch die letzte Austragung dieses Turniers. Ab der den Spielen im Jahr 2024 werden die Teilnehmer für die Olympischen Spiele über die Platzierungen bei der CONCACAF U-20-Meisterschaft entschieden.

## Ergebnisse bei Turnieren
| Jahr | Platzierung        |
| ---- | ------------------ |
| 1992 | disqualifiziert    |
| 1996 | 3. Platz           |
| 2000 | nicht qualifiziert |
| 2004 | 2. Platz           |
| 2008 | nicht qualifiziert |
| 2012 | nicht qualifiziert |
| 2016 | Gruppenphase       |
| 2020 | Gruppenphase       |